# Азид ртути(I)
Азид ртути(I) — неорганическое вещество,
соль ртути и азотистоводородной кислоты
с формулой HgN3,
белые кристаллы,
взрывоопасен.

## Получение
- Впервые получен Т. Курциусом в 1891 г., а затем М. Бертло и П. Вьелем действием растворов азида натрия или аммония на нитрат ртути(I):

{\displaystyle {\mathsf {2NaN_{3}+Hg_{2}(NO_{3})_{2}\ {\xrightarrow {\ }}\ 2HgN_{3}\downarrow +2NaNO_{3}}}}
- Обменная реакцией азотистоводородной кислоты и растворимой соли ртути(I)[1]:

{\displaystyle {\mathsf {2HN_{3}+Hg_{2}(NO_{3})_{2}\ {\xrightarrow {\ }}\ 2HgN_{3}\downarrow +2HNO_{3}}}}

## Физические свойства
Азид ртути(I) образует бесцветные кристаллы, быстро желтеющие на свету.
Не растворяется в воде,
взрывоопасен.

## Химические свойства
- При нагревании разлагается со взрывом:

{\displaystyle {\mathsf {2HgN_{3}\ {\xrightarrow {>225^{o}C}}\ 2Hg+3N_{2}\uparrow }}}
- В диметилсульфоксиде диспропорционирует на ртуть и азид ртути(II):

{\displaystyle {\mathsf {2HgN_{3}\ {\xrightarrow {}}\ Hg+Hg(N_{3})_{2}}}}

## Применение
- Применяется как взрывчатое вещество.